# Moeder Teresakerk
De Moeder Teresakerk was een rooms-katholieke kerk in Hengelo (O), gewijd aan de heilige Moeder Teresa, gelegen aan de Meijersweg in tuindorp 't Lansink. 
De kerk, naar een ontwerp van Tuns + Horsting Architecten B.V., werd in 1998 ingewijd door hulpbisschop  Jan Niënhaus van het aartsbisdom Utrecht. De kerk verving drie parochiekerken, de Sint-Willibrordus, de Sint-Pius X en de Sint-Ludgerus. Het bouwwerk maakte deel uit van het stedenbouwkundig plan 'Laurapark' dat de gemeente Hengelo ontwikkelde in het kader van de Vierde Nota Ruimtelijke Orde Extra (Vinex).
De kerkzaal had een hellend dak vanaf de entree naar de achterzijde, waar zich het altaar bevond. De zaal had de vorm van een segment van een cirkel. De ontwerper van het gebouw, dat gold als een voorbeeld van duurzame architectuur, poogde ruimtelijkheid en licht te koppelen aan een 'serene sfeer'. De kerk bood ruimte aan 300 kerkgangers. De kunstwerken, waaronder geschilderde panelen van de kruiswegstaties, waren afkomstig uit de drie gesloten parochiekerken.
Op 8 juli 2019 is de Moeder Teresakerk verwoest door een grote brand. Het gebouw moest worden gesloopt. De Goede Herderparochie kreeg in 2020 van het bisdom toestemming om de leegstaande protestantse Bethelkerk over te nemen.